# Bovichtidae
Famille
Synonymes
Bovichthyidae
Bovichtidae est une famille de poissons de l'ordre des Perciformes. Cette famille est écrite Bovichthyidae dans Fishes of the World de  J. S. Nelson.

## Taxonomie
- Genre Bovichtus Valenciennes dans Cuvier et Valenciennes, 1832
  - Bovichtus angustifrons (Regan, 1913).
  - Bovichtus argentinus (MacDonagh, 1931).
  - Bovichtus chilensis (Regan, 1913).
  - Bovichtus diacanthus (Carmichael, 1819).
  - Bovichtus oculus Hardy, 1989.
  - Bovichtus psychrolutes (Günther, 1860).
  - Bovichtus variegatus Richardson, 1846.
  - Bovichtus veneris (Sauvage, 1879).
- Genre Cottoperca Steindachner, 1876
  - Cottoperca gobio (Günther, 1861).
- Genre Halaphritis Last, Balushkin and Hutchins, 2002
  - Halaphritis platycephala Last, Balushkin & Hutchins, 2002.